# Juvelize
Juvelize là một xã trong vùng Grand Est, thuộc tỉnh Moselle, quận Château-Salins, tổng Vic-sur-Seille. Juvelize nằm trên độ cao trung bình là 250 mét trên mực nước biển. Xã có diện tích 7,82 km², dân số vào thời điểm 2005 là 95 người; mật độ dân số là 12,5 người/km². Juvelize nằm khoảng 10 km về phía đông của Vic-sur-Seille.

## Thông tin nhân khẩu
| 1962 | 1968 | 1975 | 1982 | 1990 | 1999 |
| ---- | ---- | ---- | ---- | ---- | ---- |
|      |      |      |      |      | 95   |